# Teodoro di Roselle
Teodoro (inizi del VII secolo – dopo il 649 e prima del 680) è stato un vescovo italiano.

## Biografia
Teodoro è il terzo vescovo di Roselle nelle cronotassi della diocesi, documentato circa cinquant'anni dopo il vescovo Balbino. Teodoro prese parte al concilio Lateranense indetto a Roma da papa Martino I nell'ottobre del 649, in cui si discusse dell'eresia del monotelismo. I documenti riportano per due volte, in greco e in latino, la firma di «Theodoro Rosellano episcopo».
Nel 680 è attestato il suo successore Valeriano.